# 達巴卡拉省
8°22′N 4°26′W / 8.367°N 4.433°W

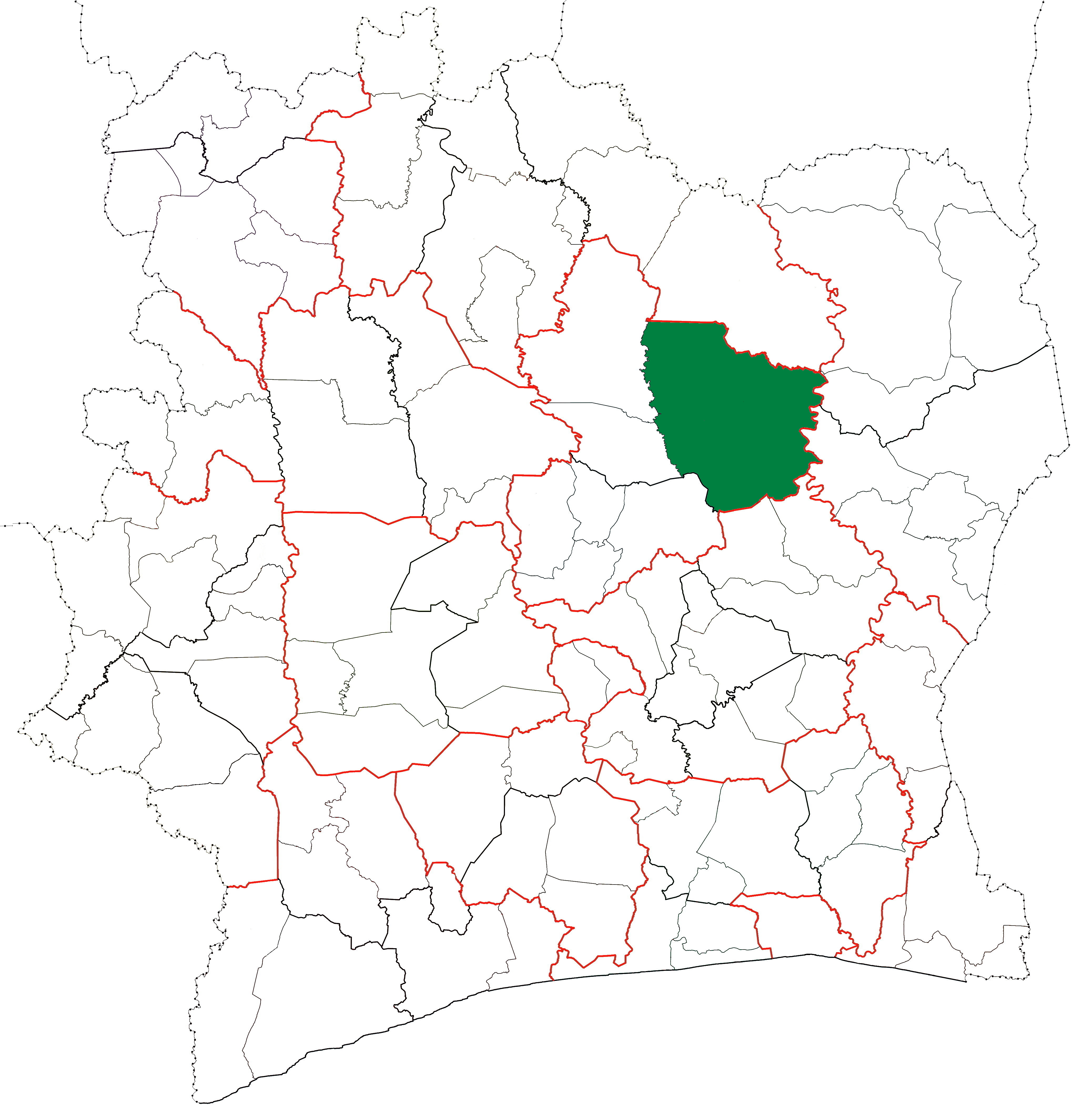

達巴卡拉省（法語：Dabakala），是科特迪瓦的省份，位於該國中北部邦達馬河谷區，由安博爾大區負責管轄，首府設於達巴卡拉，成立於1974年，面積9,670平方公里，2014年人口189,254，人口密度每平方公里20人。